# Duszniki (Groot-Polen)
Duszniki is een dorp in het Poolse woiwodschap Groot-Polen, in het district Szamotulski. De plaats maakt deel uit van de gemeente Duszniki.

## Verkeer en vervoer
- Station Duszniki Wielkopolskie